# Флабьянико, Доменико

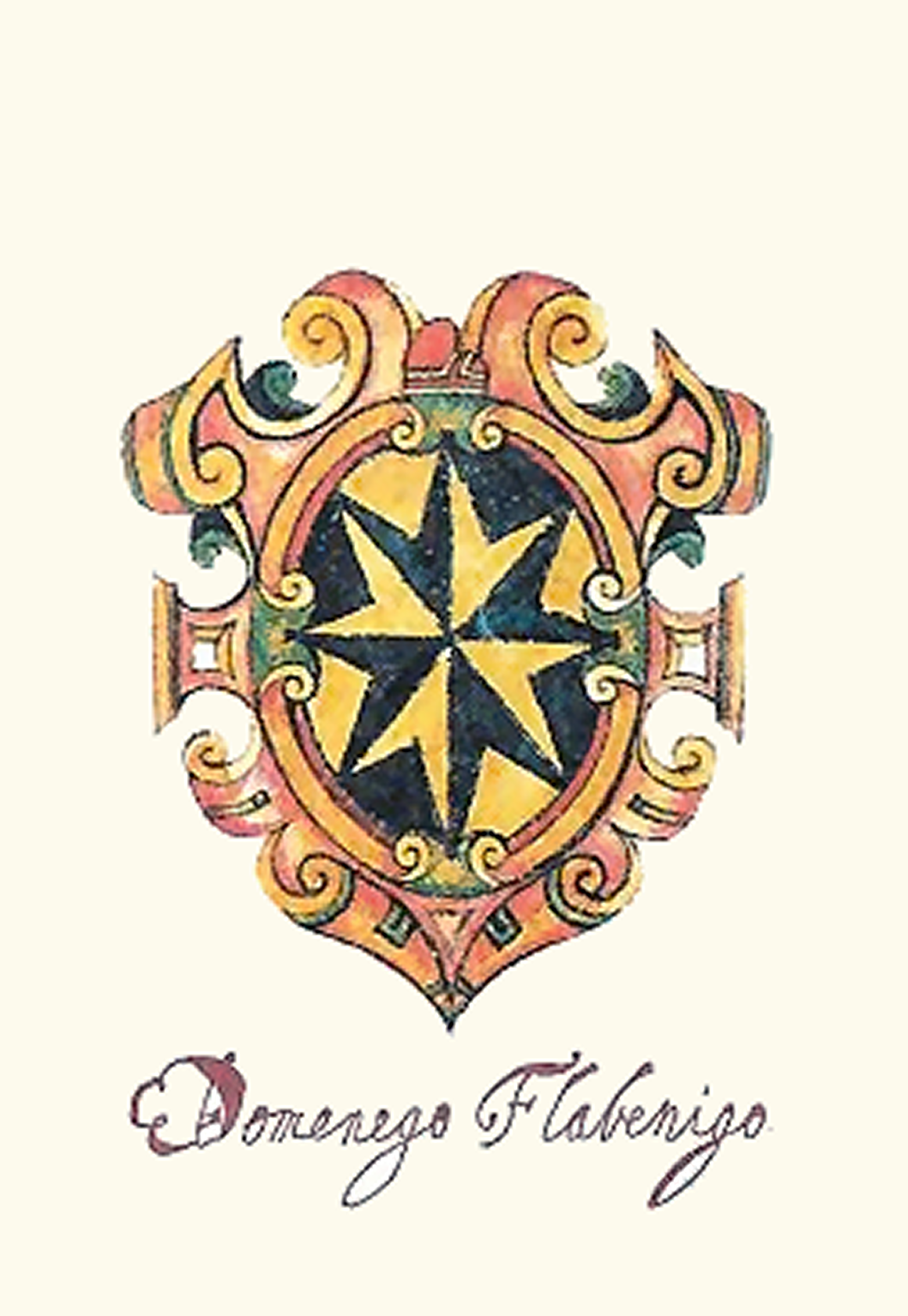
Герб дожа

Доменико Флабьянико или Трабанико (умер в 1041) — 29-й венецианский дож (1032—1041).

## Биография
Предшественник Флабьянико на посту дожа был изгнан и бежал в Константинополь. Семейство Орсеоло пытались продвинуть на пост выходца из семьи, с надеждой установить наследственную монархию.
Доменико Флабьянико был руководителем оппозиционной партии. При поддержке императора Конрада II, который хотел разрушить укрепление влияния Византии на Республику, Флабьянико был избран дожем.
При Флабьянико, который поддерживался собранием венецианских граждан, была разработана конституция, которая гарантировала господство закрытой группы благородных семей. Дожу навязывались двое консультантов, так начался дальнейший процесс ограничения власти дожа и сведения его к номинальному статусу. Указанные реформы были проведены под давлением Европы, которой хотелось стабильной и предсказуемой власти в одном из важнейших государств Средиземноморья.
Период правления дожа характеризовался охлаждением отношений между Византией и Венецией, и несмотря на социальную напряженность внутри государства и борьбу за власть между партиями, был временем мирным и стабильным.